# Мириокефала
Мириоке́фала (греч. Μυριοκέφαλα) — деревня в Греции на острове Крит. Входит в общину (дим) Ретимни в периферийной единице Ретимни в периферии Крит. Население 268 жителей по переписи 2011 года.
В Мириокефала находится монастырь с церковью Богородицы Антифонитрии, привлекающий паломников и туристов.

## Общинное сообщество Мириокефала
В общинное сообщество Мириокефала входят 2 населённых пункта. Население 309 жителя по переписи 2011 года. Площадь 13,226
квадратных километров.
| Населённый пункт | Население (2011), человек |
| ---------------- | ------------------------- |
| Марулу           | 41                        |
| Мириокефала      | 268                       |

## Население
| Год  | Население, человек |
| ---- | ------------------ |
| 1991 | 279                |
| 2001 | 364                |
| 2011 | ↘ 268              |